# Hemimyzon yaotanensis
Hemimyzon yaotanensis es una especie de peces de la familia Balitoridae en el orden de los Cypriniformes.

## Morfología
• Los machos pueden llegar alcanzar los

## Hábitat
Es un pez de agua dulce.

## Distribución geográfica
Se encuentra en Sichuan (China).